# Cephaloziella biokoensis
Cephaloziella biokoensis là một loài rêu trong họ Cephaloziellaceae. Loài này được Váňa & F. Muell. mô tả khoa học đầu tiên năm 2003.